# Condado de Sauk
El condado de Sauk (en inglés: Sauk County), fundado en 1840, es uno de 72 condados del estado estadounidense de Wisconsin. En el año 2000, el condado tenía una población de 55,225 habitantes y una densidad poblacional de 25 personas por km². La sede del condado es Baraboo. El condado recibe su nombre en honor a la tribu Sauk.

## Geografía
Según la Oficina del Censo, el condado tiene un área total de 2,197 km², de la cual 2,169 km² es tierra y 28 km² (1.27%) es agua.

### Condados adyacentes
- Condado de Juneau (norte)
- Condado de Adams (noreste)
- Condado de Columbia (este)
- Condado de Dane (sureste)
- Condado de Iowa (sur)
- Condado de Richland (oeste)
- Condado de Vernon (noroeste)

## Demografía
En el censo de 2000, había 55,225 personas, 21,644 hogares y 14,869 familias residiendo en el condado. La densidad poblacional era de 25 personas por km². En el 2000 había 24,297 unidades habitacionales en una densidad de 11 por km². La demografía del condado era de 97.37% blancos, 0.26% afroamericanos, 0.87% amerindios, 0.26% asiáticos, 0,02% isleños del Pacífico, 0.59% de otras razas y 0.64% de dos o más razas. 1.70% de la población era de origen hispano o latino de cualquier raza.

## Localidades

### Ciudades
| - Baraboo | - Reedsburg | - Wisconsin Dells |

#### Villas
| - Cazenovia - Ironton - La Valle - Lake Delton - Lime Ridge | - Loganville - Merrimac - North Freedom - Plain - Prairie du Sac | - Rock Springs - Sauk City - Spring Green - West Baraboo |

### Pueblos
| - Baraboo - Bear Creek - Dellona - Delton - Excelsior - Fairfield - Franklin - Freedom | - Greenfield - Honey Creek - Ironton - La Valle - Merrimac - Prairie du Sac - Reedsburg | - Spring Green - Sumpter - Troy - Washington - Westfield - Winfield - Woodland |

### Lugares designados por el censo
- Lake Wisconsin

### Áreas no incorporadas
- Dellwood
- Hill Point
- La Rue
- Valton